# Плоскоголовый ксенозавр
Плоскоголовый ксенозавр (лат. Xenosaurus platyceps) — вид ящериц, крупнейший представитель рода настоящих ксенозавров из семейства ксенозавров.
Общая длина тела достигает 18—20 см. Особенностью этого представителя ксенозавров является очень плоская голова, откуда и происходит название рептилии. Туловище имеет цилиндрическую форму, немного сжатое. Хвост довольно длинный, сжатый с боков. Чешуя на спине немного больше чем на брюхе. На спине и голове имеются многочисленные небольшие бугорки. Окраска спины коричневатая или сероватая. Брюхо светлее. Конечности крепкие, когти длинные и мощные.
Любит дубовые леса, каменистые и скалистые места. Часто скрывается среди них днём. Плоскоголовый ксенозавр активен ночью. Питается насекомыми, растениями и фруктами.
Это яйцеживородящая ящерица. Самка рождает 3—4 детенышей.
Это мексиканский эндемик. Занимает небольшую плоскость в центральной и восточной Мексике (штаты Керетаро и Тамаулипас).